# Phyteuma humile
Phyteuma humile är en klockväxtart som beskrevs av Johann Christoph Schleicher och Laurent Joseph Murith. Phyteuma humile ingår i släktet rapunkler, och familjen klockväxter. Inga underarter finns listade i Catalogue of Life.

## Bildgalleri

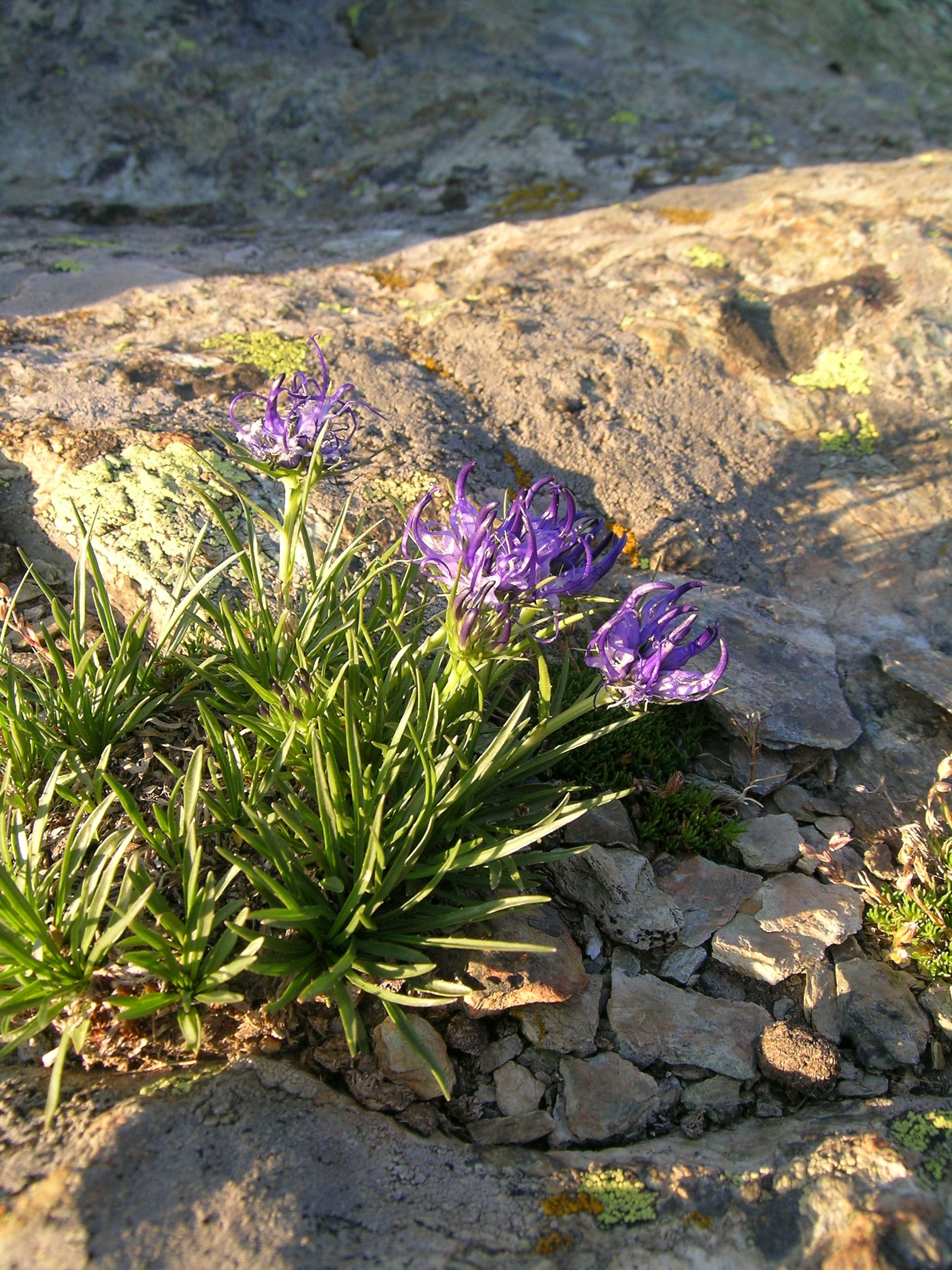
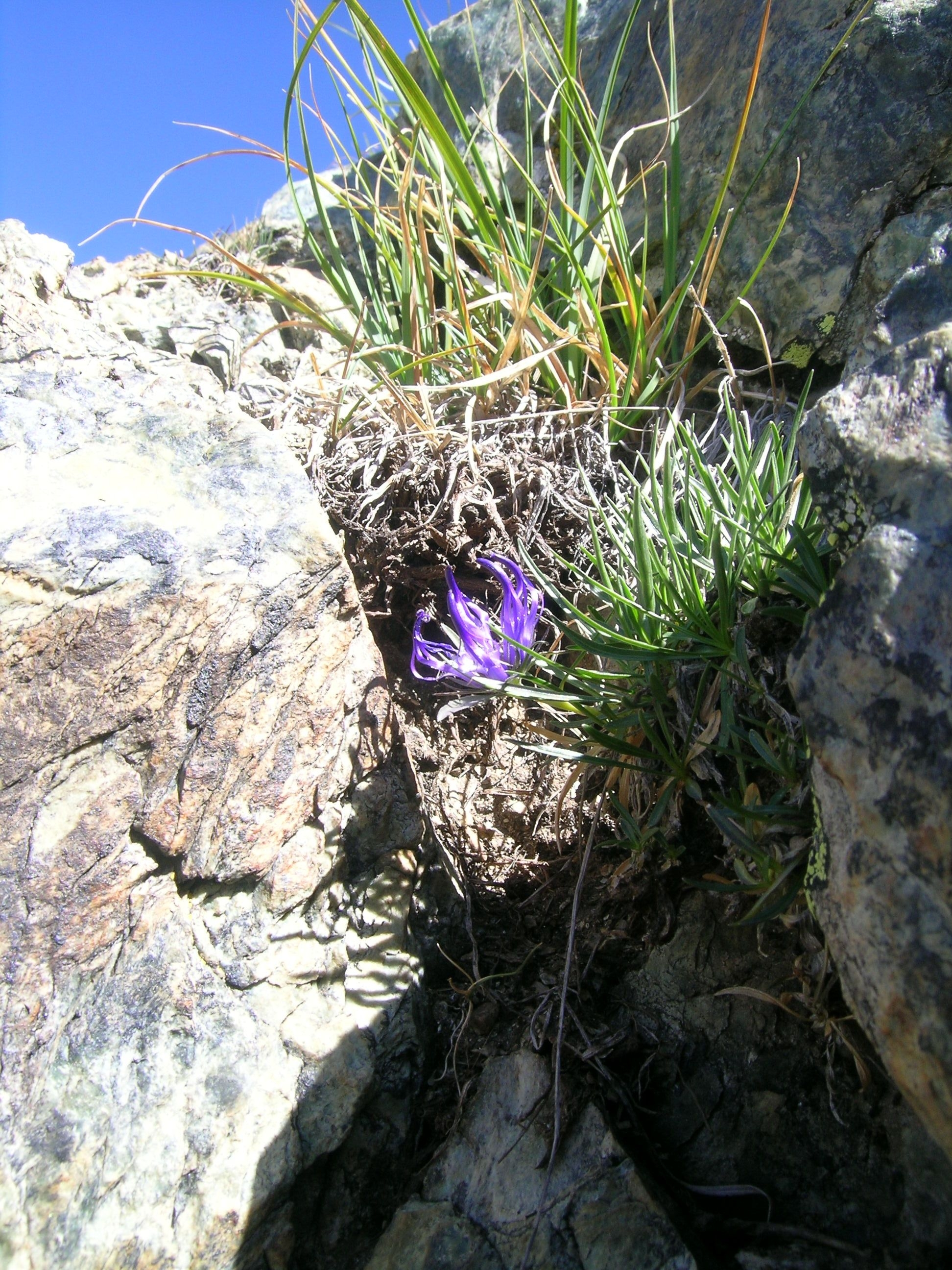
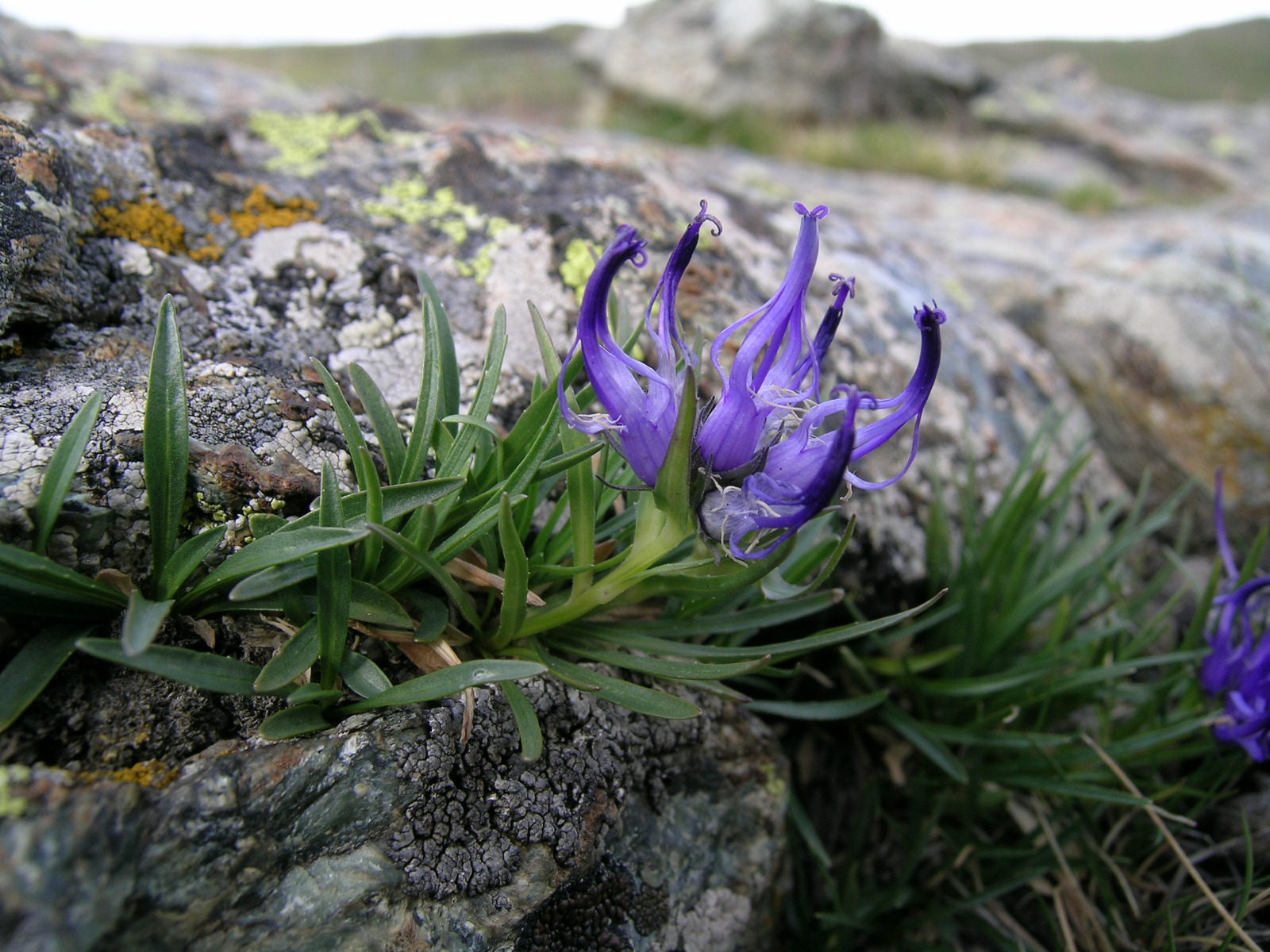